# There’s One in Every Crowd
There’s One in Every Crowd — третий сольный студийный альбом британского музыканта Эрика Клэптона, выпущенный лейблом RSO Records в марте 1975 года. Вышедший вслед за крайне успешным 461 Ocean Boulevard и выдержанный в похожем стиле, There’s One in Every Crowd тем не менее не снискал ни большого коммерческого успеха, ни высокой оценки критики, хотя и достиг статуса серебряного в Великобритании.

## Об альбоме
There’s One in Every Crowd, как и предыдущий альбом, содержит много кавер-версий. Альбом открывает композиция «We’ve Been Told (Jesus Coming Soon)» — обработка известной госпел-песни «Jesus Is Coming Soon», написанная известным американским музыкантом Вилли Джонсоном в 1928 году. Вторая композиция «Swing Low, Sweet Chariot» — обработка одноимённой песни в стиле спиричуэлс, известной ещё с 1909 года в исполнении Fisk Jubilee Singers. Она была издана также в виде сингла (с композицией Клэптона «Pretty Blue Eyes» на второй стороне), хотя и не повторившего успех предыдущего хита «I Shot the Sheriff», но тем не менее занявшего 19-е место в UK Singles Chart. Пятая по счёту композиция «The Sky Is Crying» — обработка известной блюзовой песни, написанной Джеймсом Элмором в 1959 году.
В 2013 г. лейбл Polydor Records выпустил бокс-сет из пяти компакт-дисков под общим названием Give Me Strength. The '74/'75 Recordings, содержащий переизданные, ремастированные и ранее не издававшиеся записи Клэптона. Второй диск содержит расширенную версию альбома There’s One in Every Crowd.

## Список композиций
| №  | Название                                             | Автор(ы)                    | Длительность |
| -- | ---------------------------------------------------- | --------------------------- | ------------ |
| 1. | «We’ve Been Told (Jesus Coming Soon)»                | Слепой Вилли Джонсон        | 4:28         |
| 2. | «Swing Low, Sweet Chariot» (аранжировка Э. Клэптона) | народная                    | 3:33         |
| 3. | «Little Rachel»                                      | Джим Байфилд                | 4:26         |
| 4. | «Don’t Blame Me»                                     | Эрик Клэптон • Джордж Терри | 3:35         |
| 5. | «The Sky Is Crying»                                  | Элмор Джеймс                | 3:58         |

| №                   | Название                       | Автор(ы)            | Длительность |
| ------------------- | ------------------------------ | ------------------- | ------------ |
| 1.                  | «Singin’ the Blues»            | Мэри МакКрири       | 3:26         |
| 2.                  | «Better Make It Through Today» | Эрик Клэптон        | 4:07         |
| 3.                  | «Pretty Blue Eyes»             | Эрик Клэптон        | 4:45         |
| 4.                  | «High»                         | Эрик Клэптон        | 3:30         |
| 5.                  | «Opposites»                    | Эрик Клэптон        | 4:52         |
| Общая длительность: | Общая длительность:            | Общая длительность: | 40:08        |

## Участники записи
| Музыканты: - Эрик Клэптон — вокал, гитара, добро, аранжировки - Джордж Терри — гитары, вокал - Карл Рэйдл — бас-гитара, электрогитара - Джейми Олдэкер — ударные, перкуссия - Дик Симс — клавишные - Альби Галутен — синтезатор - Ивонн Эллиман — вокал - Марси Леви — вокал | Технический персонал: - Том Дауд — продюсер - Грэм Гудолл — звукорежиссёр - Карлтон Ли — звукорежиссёр - Ронни Логан — звукорежиссёр - Дон Гехман — звукорежиссёр - Стив Кляйн — звукорежиссёр - Карл Ричардсон — звукорежиссёр - Генри ДеШатийон — фотография на титульной стороне обложки диска - Роберт Эллис — фотография на задней стороне обложки диска - Эрик Клэптон — рисунок на внутренней вкладке конверта пластинки |

## Позиции в хит-парадах и сертификации
| Год  | Хит-парад                           | Высшая позиция | Пребывание в чарте |
| ---- | ----------------------------------- | -------------- | ------------------ |
| 1975 | Великобритания (UK Albums Chart)    | 8              | 15 недель          |
| 1975 | Канада (RPM 100 Albums)             | 11             | 10 недель          |
| 1975 | Новая Зеландия (RMNZ)               | 24             | 5 недель           |
| 1975 | США (Billboard Top LP’s & Tape)     | 21             | 14 недель          |
| 1975 | Финляндия (Suomen virallinen lista) | 10             | 17 недель          |
| 1975 | Франция (SNEP)                      | 15             | 8 недель           |

| Год  | Хит-парад             | Позиция |
| ---- | --------------------- | ------- |
| 1975 | Канада (RPM Year-End) | 62      |

| Регион                                                      | Сертификация | Продажи |
| ----------------------------------------------------------- | ------------ | ------- |
| Великобритания (BPI)                                        | Серебряный   | 60 000^ |
| ^ Данные о тиражах приведены только на основе сертификации. |              |         |